# Madesimo
Madesimo (Aussprache: /maˈdɛzimo, maˈdezimo/, bis Ende 1983 Isolato, Dialetto chiavennasco Madesan) ist eine italienische Gemeinde (comune) in der Provinz Sondrio, Region Lombardei. 

## Lage und Einwohner
Madesimo liegt  am Fuß des Pizzo Groppera an der Splügenpassstrasse, nahe der Grenze zum Schweizer Kanton Graubünden im Val San Giacomo. Auf dem Gemeindegebiet liegen die beiden Stauseen Lago di Montespluga und Lago di Isola. Zur 507 Einwohner (Stand 31. Dezember 2024) zählenden Gemeinde gehören die Fraktionen Isola, Montespluga und Pianazzo, wo sich die Gemeindeverwaltung befindet. 
Die Nachbargemeinden sind Campodolcino, Ferrera (CH-GR), Mesocco (CH-GR), Piuro, Splügen (CH-GR) und Sufers (CH-GR).

## Geschichte
Am 23. April 1946 wurde in Madesimo die Leiche von Benito Mussolini begraben, welche zuvor von Faschisten aus dem Friedhof in Musocco bei Mailand gestohlen worden war. 1957 wurde die Leiche an ihre endgültige Ruhestätte in Predappio überführt.

## Sport
In Madesimo fanden zu Beginn des zwanzigsten Jahrhunderts die ersten Skirennen in den Alpen statt. Die Gemeinde besitzt heute ein Skigebiet mit 48 Kilometern Piste. Die höchste Bergstation des Gebietes befindet sich auf dem Pizzo Groppera (2948 m ü. M.). In dieser Bergstation richtete Roger Schawinski die erste Sendeanlage von Radio 24 ein, unerreichbar für die schweizerischen Radioaufsichtsbehörden.

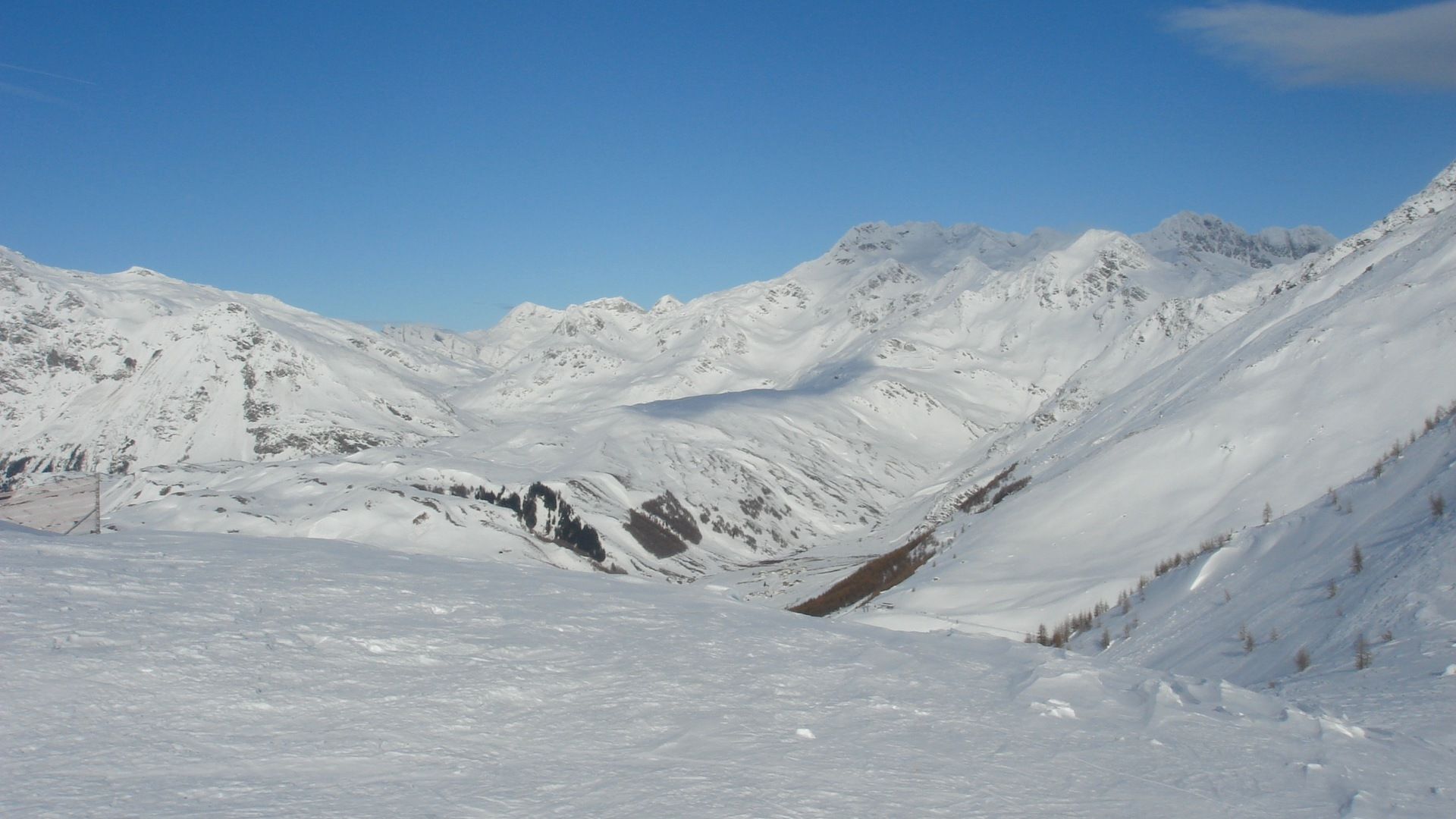
Madesimo Skigebiet
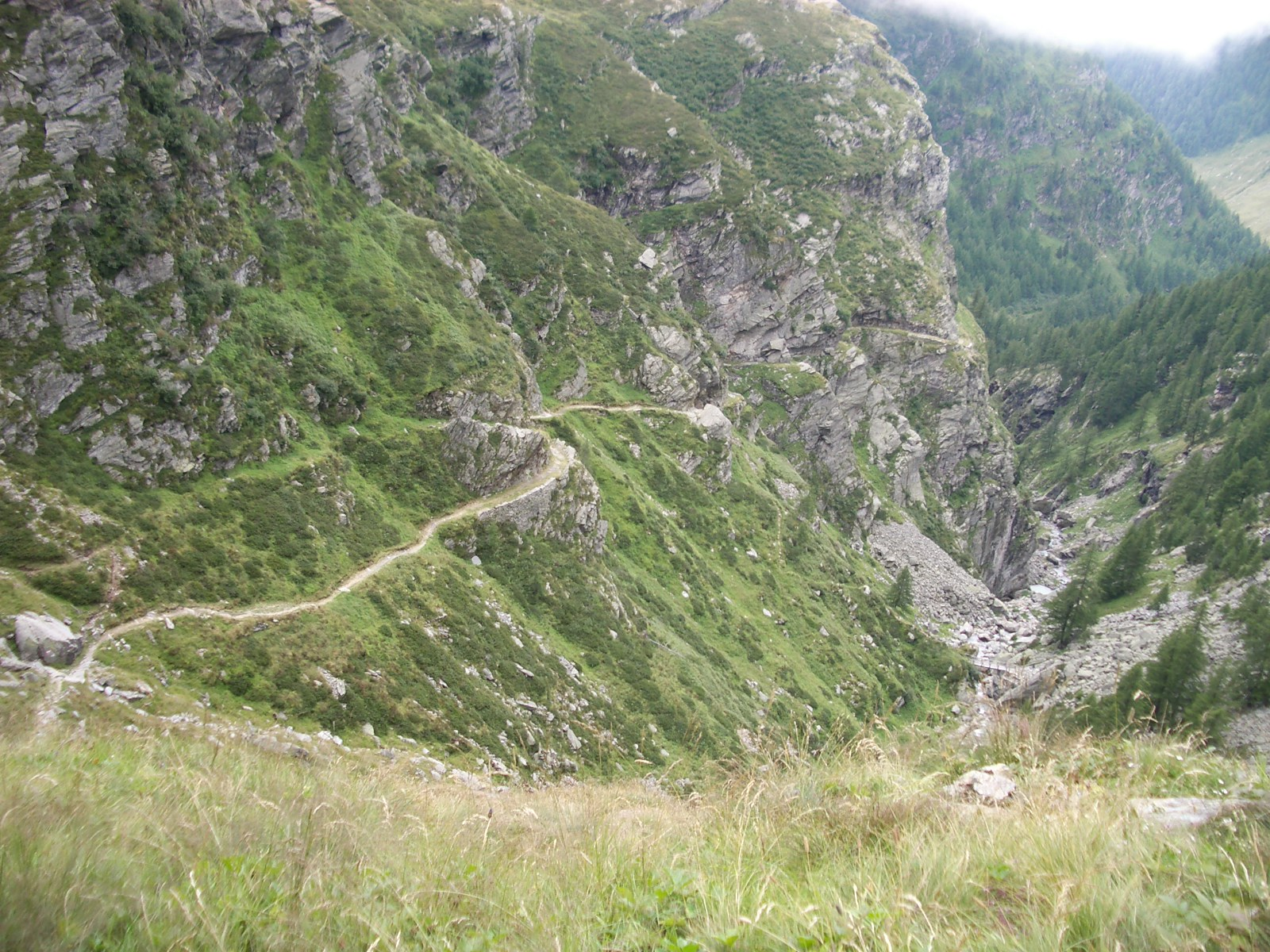
Cardinelloschlucht: historischer Saumpfad und Wanderweg ins Val San Giacomo
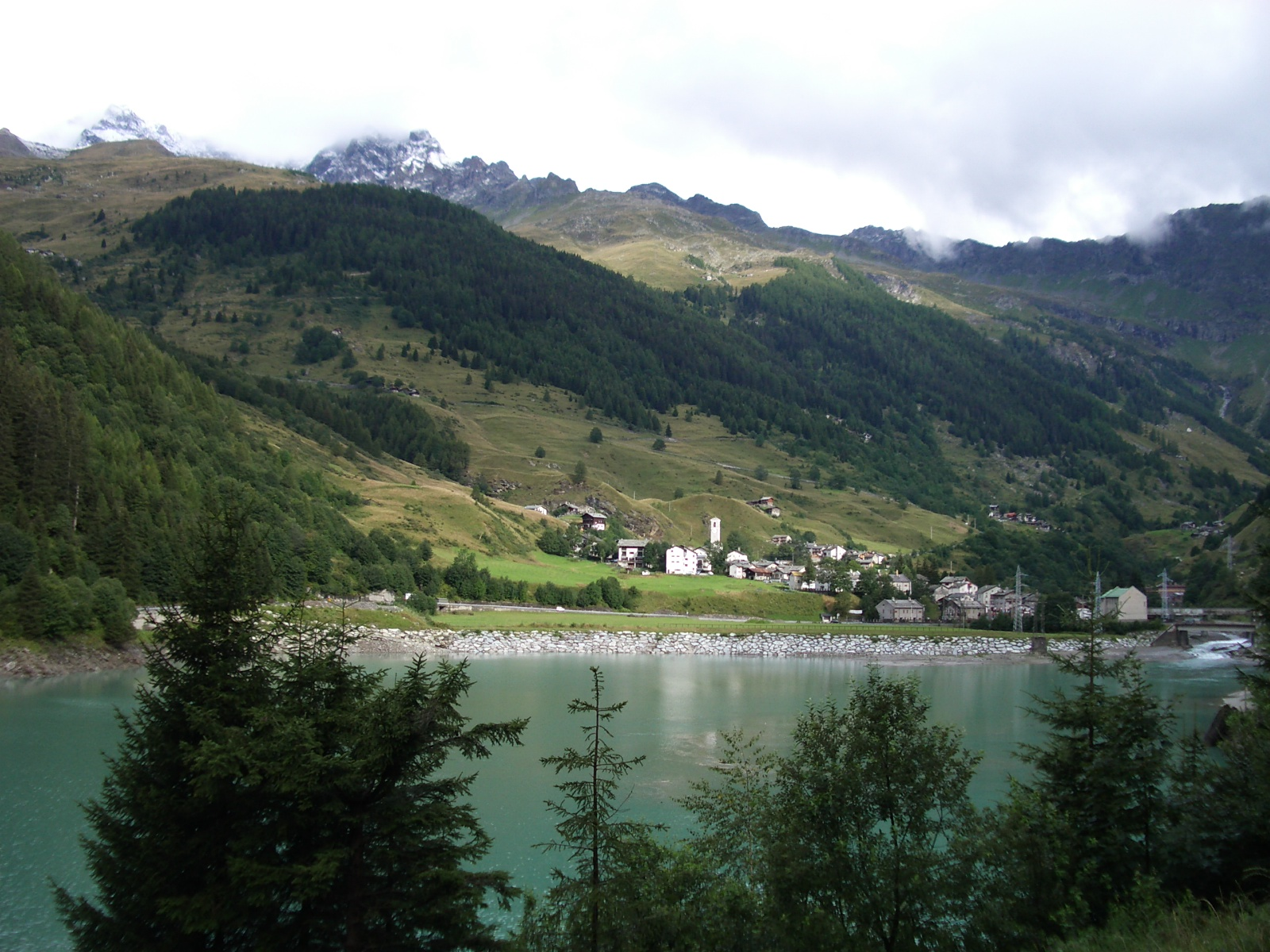
Isola mit Lago di Isola, Etappenort am Weitwanderweg Via Spluga

## Wirtschaft
Madesimo hatte seine Blütezeit als Ferienstation Mitte der 1960er Jahre; damals erlebte der Ort einen Bauboom. Städter insbesondere aus Mailand erwarben hier Eigentumswohnungen in Mehrfamilienhäusern oder bauten Ferienhäuser. Inzwischen ist es in Madesimo ruhiger geworden.

## Sehenswürdigkeiten
- Pfarrkirche Santi Pietro e Paolo, Architekt Pietro Clerici.
- Kirche San Francesco im Ortsteil Montespluga mit Gemälde San Francesco von Johann Pock.

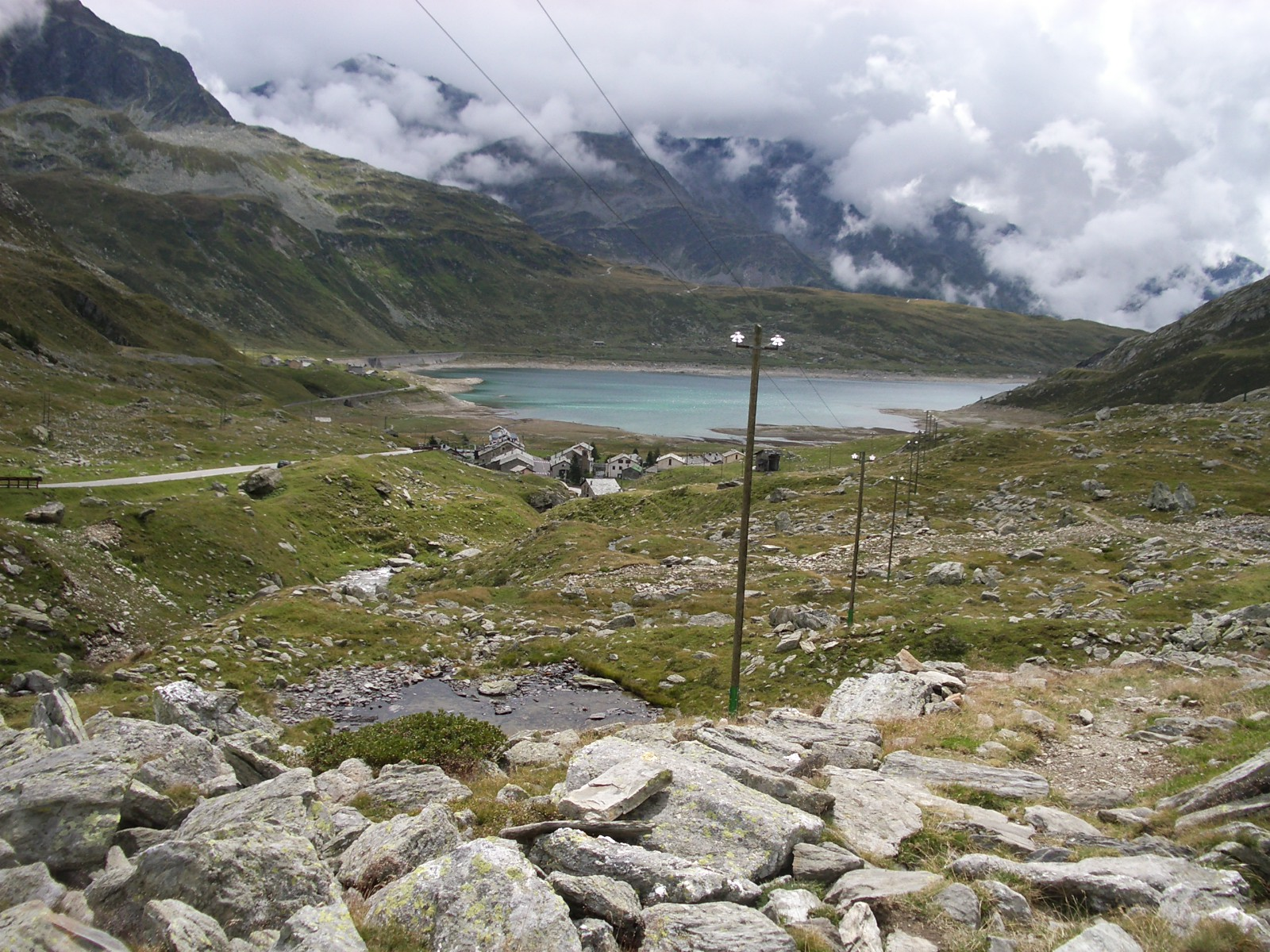
Montespluga mit Stausee Lago di Montespluga
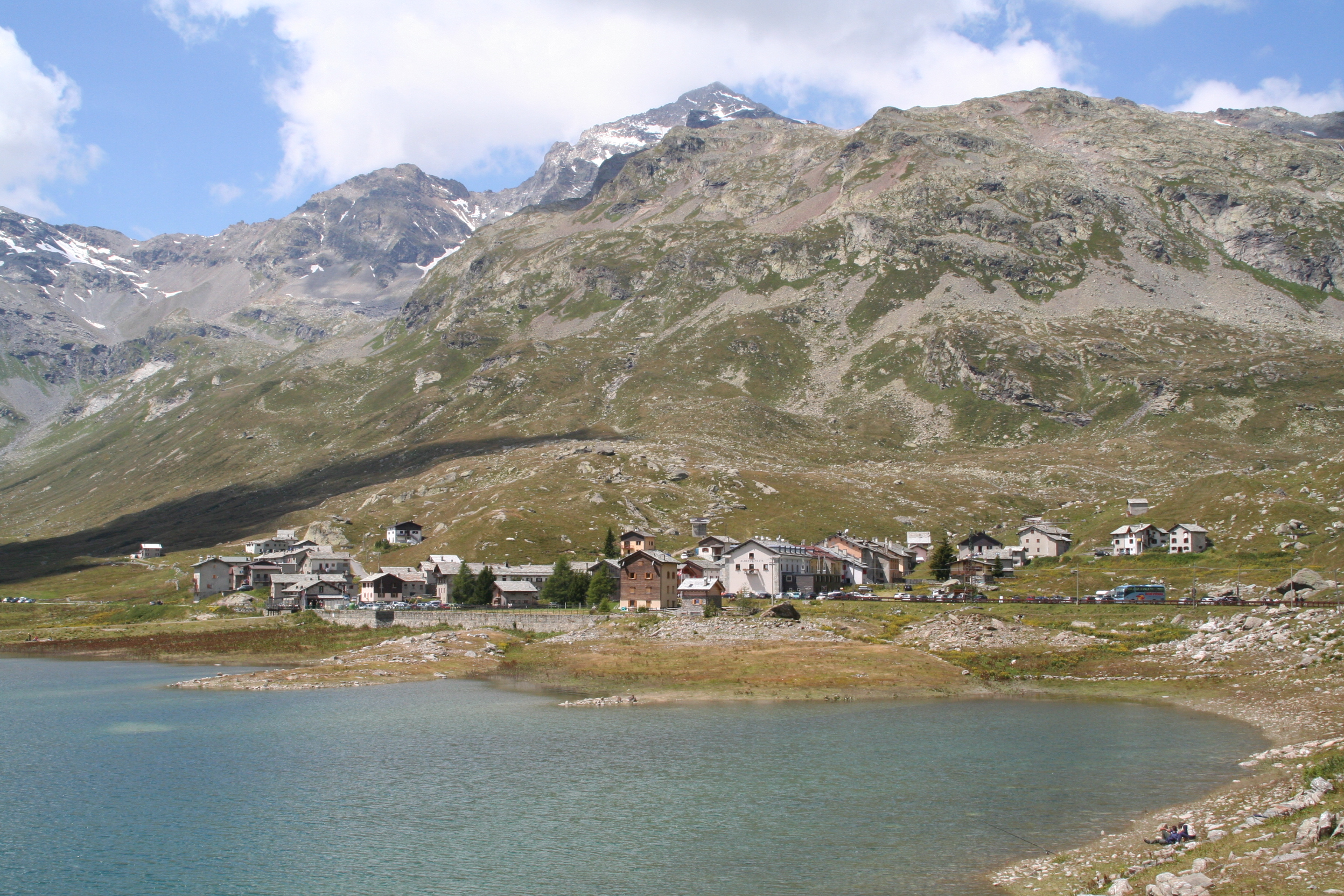
Montespluga von Süden
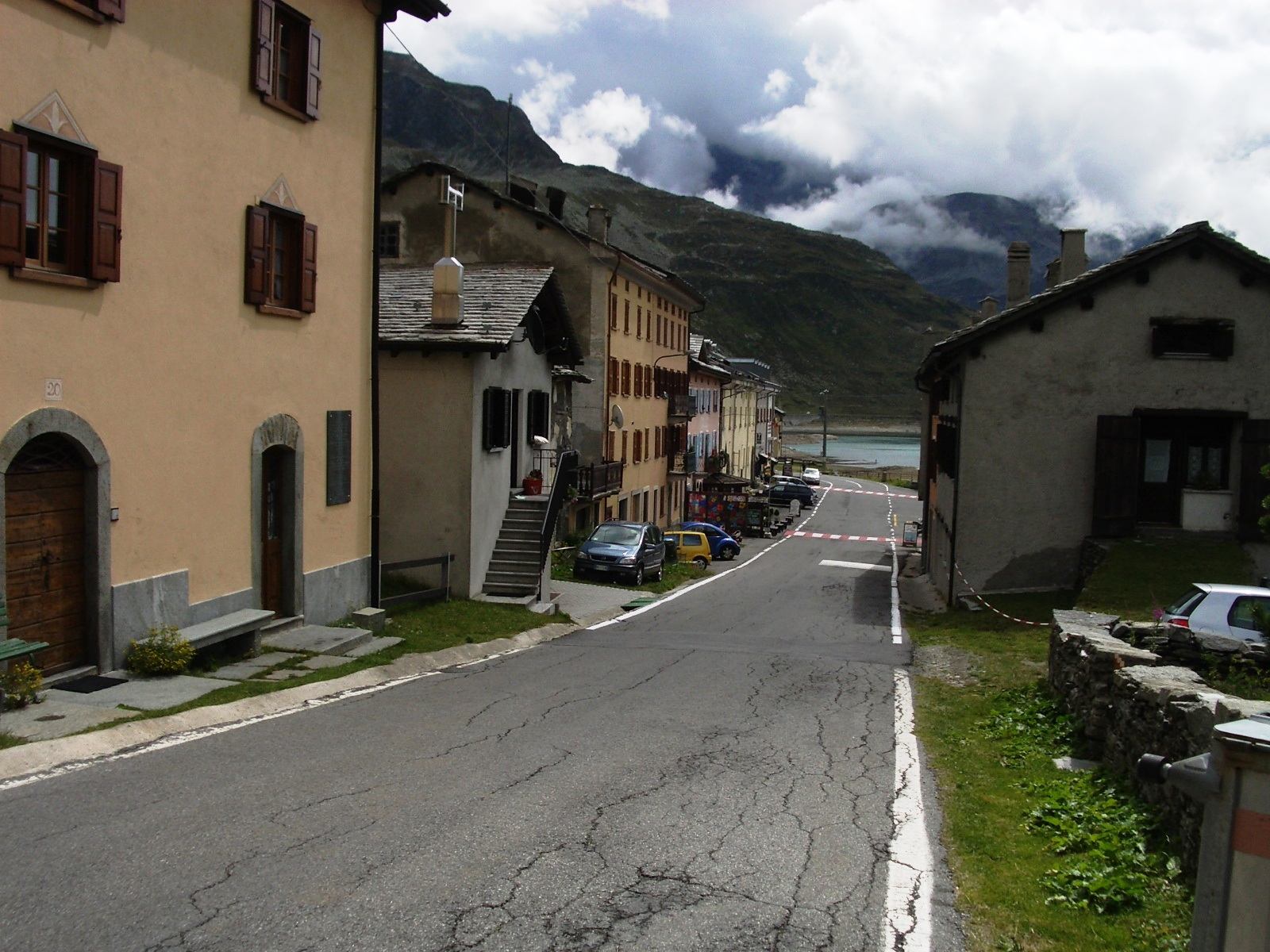
Splügenstrasse durch Montespluga
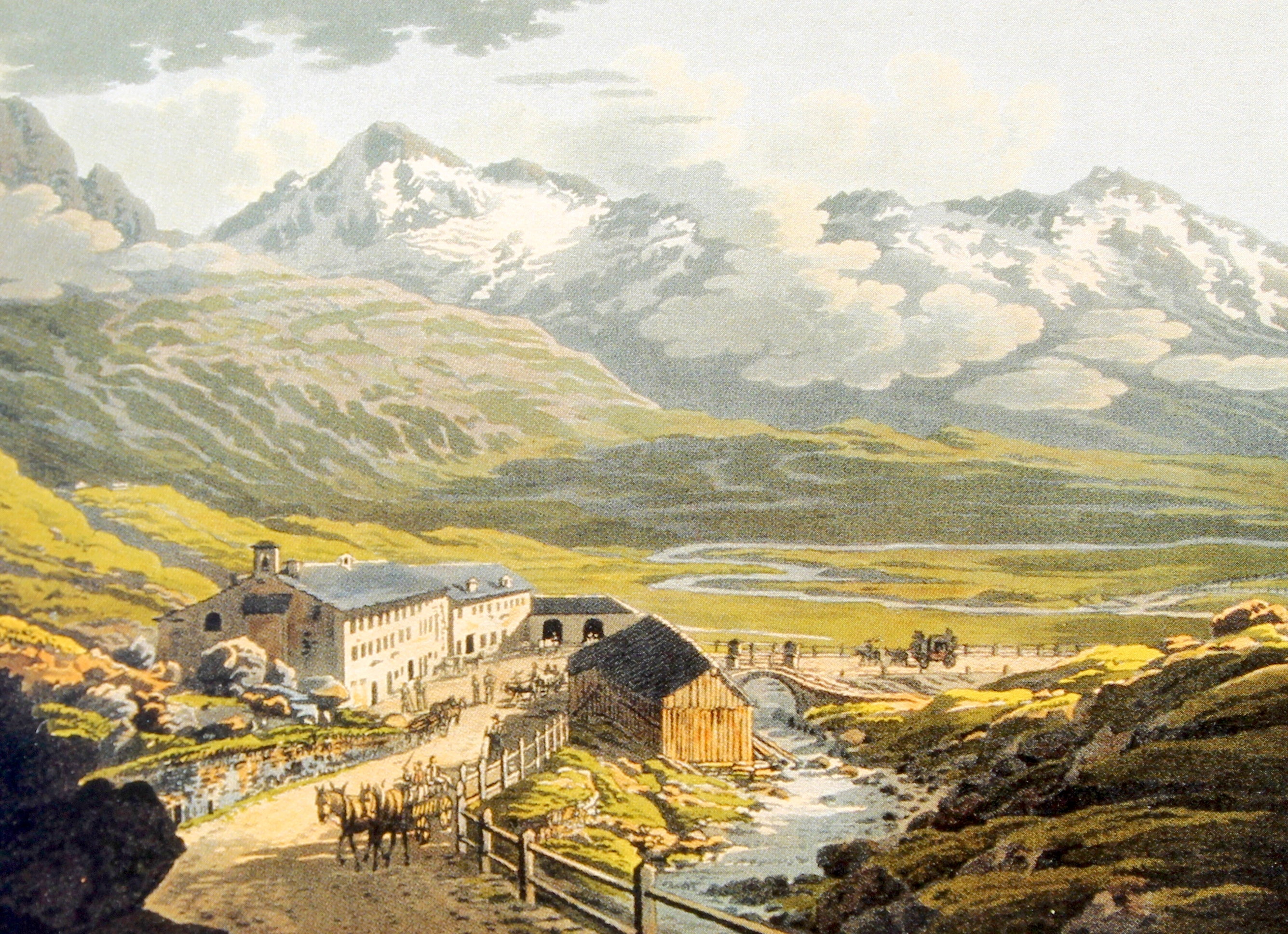
Montespluga 1823

## Persönlichkeiten
Die Dichter Giosuè Carducci (1835–1907) und Giovanni Bertacchi (1869–1942) verbrachten in Madesimo viele Jahre ihre Ferien. 
Der wohl bekannteste Abkömmling Madesimos ist Johann Heinrich Pestalozzi (1746–1827). Einer seiner direkten Vorfahren zog von dort im 16. Jahrhundert nach Zürich, um zu studieren, und ließ sich dort nieder. 

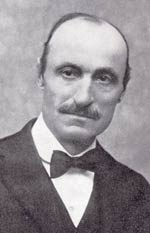
Giovanni Bertacchi
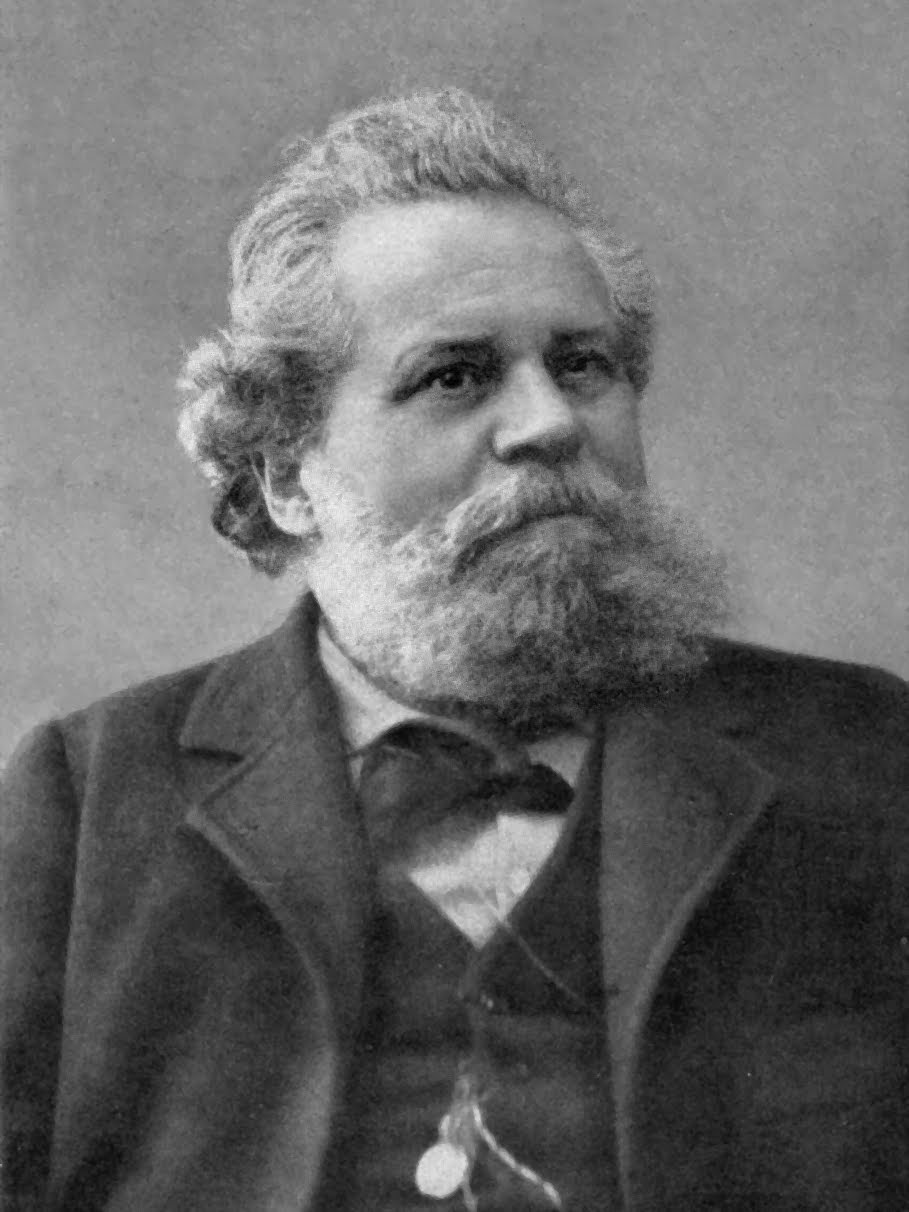
Giosuè Carducci
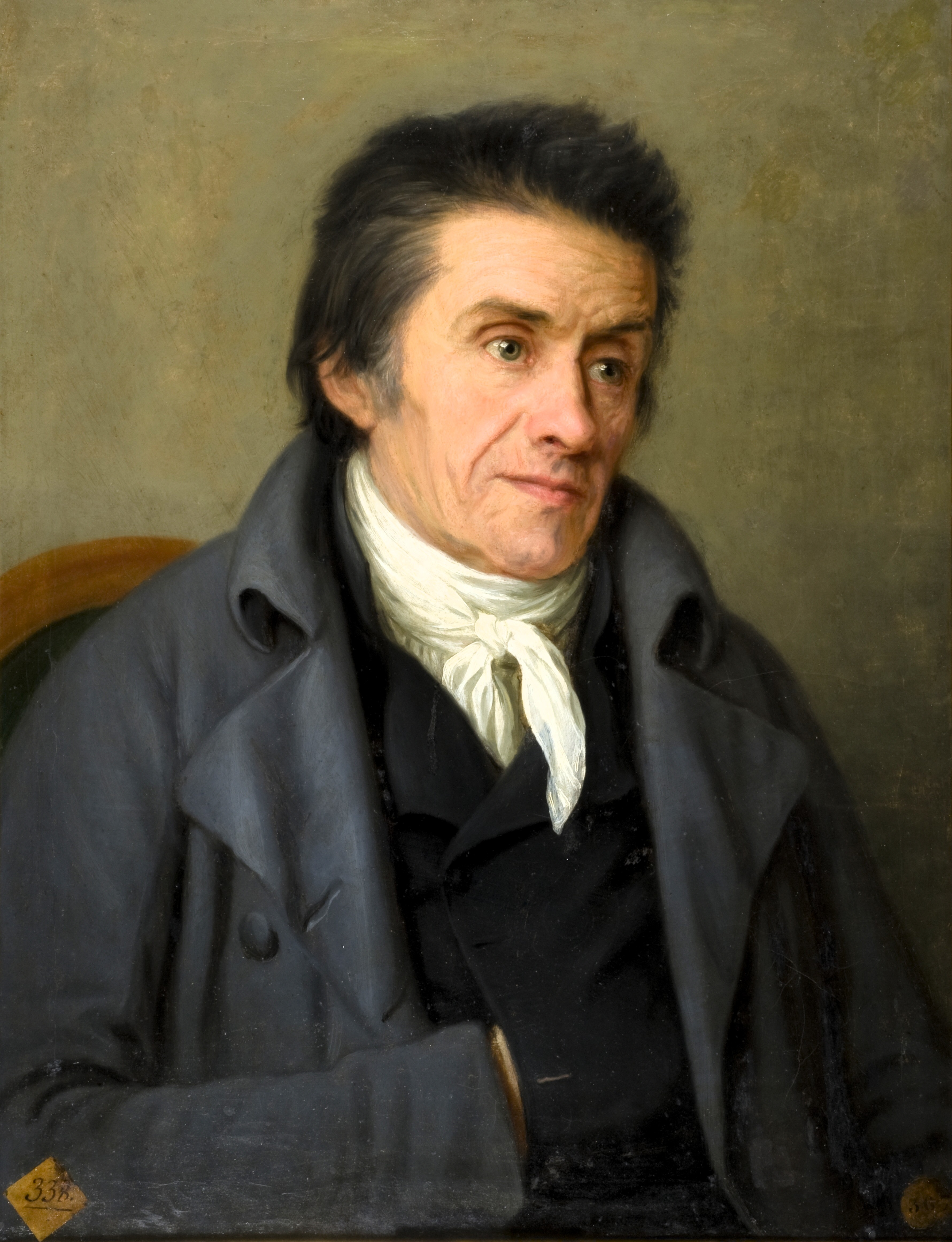
Johann Heinrich Pestalozzi